# Палузи
Палу̀с (на английски: Palouse, буквени символи за произношение  Архив на оригинала от 2018-12-26 в Wayback Machine.) е град в окръг Уитман, щата Вашингтон, САЩ. Палус е с население от 1011 жители (2000) и обща площ от 2,8 km². Намира се на 742 m надморска височина. ЗИП кодът му е 99161, а телефонният му код е 509.